# Myrmekiaphila neilyoungi
Myrmekiaphila neilyoungi je druh pavouka čeledi Cyrtaucheniidae, který popsali profesor Jason E. Bond a Norman I. Platnick v roce 2007. Nalezen byl v okrese Jefferson County v Alabamě, kde se běžně vyskytuje; rovněž existuje místo výskytu v severozápadní Floridě. Pojmenován byl podle kanadského hudebníka Neila Younga.